# 小海镇 (盐城市)
小海镇，是中华人民共和国江苏省盐城市大丰区下辖的一个乡镇级行政单位。

## 行政区划
小海镇下辖以下地区：
小海村、松棵村、响水村、卯家营村、朱嘎村、小张关村、西冲村、松山村、平山村、营丰村、三河村、新光村和银光村。